# Campionati del mondo di ciclismo su strada 2008 - Cronometro maschile Under-23
La cronometro individuale maschile Under-23 dei Campionati del mondo di ciclismo su strada 2008 fu corsa il 24 settembre a Varese, in Italia, per un percorso totale di 33,55 km. Fu vinta dall'italiano Adriano Malori, che terminò la gara in 41'35"98.

## Percorso
Ripercorse le strade della gara in linea del campionato del mondo del 1951 e della Cronometro femminile, con l'aggiunta di un tratto cittadino di circa 8 km. Partenza ed arrivo al Cycling Stadium di viale Ippodromo: prima di immettersi nel percorso del 1951, il circuito cittadino portava nella zona di Masnago, da cui poi si ripercorse viale Giovanni Battista Aguggiari, salendo poi verso il Sacro Monte e proseguendo per Brinzio. Da qui si deviava verso Bedero Valcuvia e si percorse la Valganna fino ad Induno Olona, da cui si rientrava al Cycling Stadium per un totale di 33,550 km.

## Squadre e corridori partecipanti
| Gruppo 1 | Gruppo 1             | Gruppo 1 | Gruppo 2 | Gruppo 2            | Gruppo 2 | Gruppo 3 | Gruppo 3            | Gruppo 3 | Gruppo 4 | Gruppo 4              | Gruppo 4 | Gruppo 5 | Gruppo 5               | Gruppo 5 |
| -------- | -------------------- | -------- | -------- | ------------------- | -------- | -------- | ------------------- | -------- | -------- | --------------------- | -------- | -------- | ---------------------- | -------- |
| 64       | Hossein Nateghi      | NP       | 51       | Vadim Izotov        | 49º      | 38       | Martin Kostelnicak  | 44º      | 25       | Abdelkader Belmokhtar | 54º      | 12       | Marcel Wyss            | 4º       |
| 63       | David Veilleux       | 20º      | 50       | Tamas Iszkadi       | 60º      | 37       | Mychajlo Kononenko  | 13º      | 24       | Jarlinson Pantano     | 50º      | 11       | Artëm Ovečkin          | 10º      |
| 62       | Tejay van Garderen   | 42º      | 49       | Russell Hampton     | 33º      | 36       | Joze Jovanov        | 51º      | 23       | Eric Boily            | 39º      | 10       | Clinton Avery          | 41º      |
| 61       | Martins Trautmanis   | 47º      | 48       | Marco Coledan       | NP       | 35       | Sjarhej Papok       | 27º      | 22       | Stefano Borchi        | 5º       | 9        | Tony Gallopin          | 12º      |
| 60       | Ramūnas Navardauskas | 26º      | 47       | Jaime Suaza         | 11º      | 34       | Ole Jorgen Jensen   | R        | 21       | Peter Stetina         | 6º       | 8        | Patrick Gretsch        | 2º       |
| 59       | Vitor Rodrigues      | 46º      | 46       | Evaldas Šiškevičius | 58º      | 33       | Martin Hačecký      | 31º      | 20       | Matthias Brändle      | 29º      | 7        | Dennis van Winden      | 18º      |
| 58       | Nicolas Schnyder     | 48º      | 45       | Temur Mukhamedov    | 43º      | 32       | Dmitrij Gruzdev     | 45º      | 19       | Andrey Amador         | 25º      | 6        | Dmitrij Sokolov        | 32º      |
| 57       | Jakub Novak          | 57º      | 44       | Daniel Kreutzfeldt  | 16º      | 31       | Sergio Daniel Godoy | 53º      | 18       | Fabio Duarte          | 14º      | 5        | Michael F. Christensen | 30º      |
| 56       | Victor Mironov       | 56º      | 43       | Gideoni Monteiro    | 40º      | 30       | Jan Ghyselinck      | 23º      | 17       | Gert Jõeäär           | 24º      | 4        | Kristijan Koren        | 7º       |
| 55       | Román Mastrangelo    | 52º      | 42       | Cameron Meyer       | 3º       | 29       | Gabor Fejes         | 38º      | 16       | Travis Meyer          | 19º      | 3        | Gatis Smukulis         | 22º      |
| 54       | Arturo Mora Ortiz    | 34º      | 41       | Johan Lindgren      | 15º      | 28       | Andreas Henig       | 9º       | 15       | Rafael Serrano        | 17º      | 2        | Rui Costa              | 8º       |
| 53       | Jakub Kratochvila    | 55º      | 40       | Fauzan Ahmad        | 59º      | 27       | Nicolas Boisson     | 21º      | 14       | Martijn Keizer        | 37º      | 1        | Adriano Malori         | 1º       |
| 52       | Ervin Korts-Laur     | 28º      | 39       | Andrei Krasilnikau  | 35º      | 26       | Alex Dowsett        | 36º      | 13       | Sergiu Cioban         | R        |          |                        |          |

## Resoconto degli eventi
Dominò l'italiano Adriano Malori, in testa per tutto il percorso, che terminò i 33 km del tracciato in 41'35"98 con una media di 48.389 km/h. A 50" arrivò il tedesco Patrick Gretsch ed ancora più distanziato la medaglia di bronzo Cameron Meyer.

## Classifica (Top 10)
| Pos. | Corridore       | Squadra     | Tempo     |
| ---- | --------------- | ----------- | --------- |
| 1    | Adriano Malori  | Italia      | 41'35"98  |
| 2    | Patrick Gretsch | Germania    | a 49"67   |
| 3    | Cameron Meyer   | Australia   | a 1'04"36 |
| 4    | Marcel Wyss     | Svizzera    | a 1'11"56 |
| 5    | Stefano Borchi  | Italia      | a 1'24"31 |
| 6    | Peter Stetina   | Stati Uniti | a 1'24"58 |
| 7    | Kristijan Koren | Slovenia    | a 1'24"83 |
| 8    | Rui Costa       | Portogallo  | a 1'26"83 |
| 9    | Andreas Henig   | Germania    | a 1'32"71 |
| 10   | Artëm Ovečkin   | Russia      | a 1'37"51 |